# Johan Flachsenius
Johan Flachsenius, född 1636 i Vemo, död den 11 juli 1708 i Åbo var en finländsk universitetslärare och matematiker, bror till Jakob Flachsenius. 

## Biografi
Flachsenius blev 1653 student vid Kungliga Akademien i Åbo, filosofie magister 1661, matheseos professor 1669 och slutligen ordinarie teologie professor 1692 (allt i Åbo). Bland hans arbeten kan nämnas almanackor för åren 1672 och 1674, Relation om kometen 1680-81 och Algebrae compendium (1692).